# سیدنی هتچ
سیدنی هتچ (انگلیسی: Sidney Hatch؛ ۱۸ اوت ۱۸۸۳ – ۱۷ اکتبر ۱۹۶۶) ورزشکار دو و میدانی اهل ایالات متحده آمریکا بود.
وی همچنین برندهٔ جوایزی همچون پرپل هارت شده‌است.